# Cities XL
Cities XL (previamente conocido como Cities Unlimited) es un videojuego encaminado a simular la construcción de ciudades, desarrollado por Monte Cristo. Actualmente ya está en venta, tanto en Norteamérica como en Francia, Alemania y España, así como a nivel global a través de su sitio web y de proveedores de descargas, como Steam. El juego permite a los jugadores formar las ciudades, la gestión de la economía y la atención a las necesidades de los habitantes de la ciudad. Los jugadores pueden también tener su juego en línea e interactuar con miles de otros jugadores en la persistencia de los planetas masivos.
Este nuevo juego de construcción de ciudades de última generación no es una continuación de City Life, aunque ambos han sido desarrollados por el mismo estudio con sede en Francia.

## Visión General
Este nuevo y ambicioso proyecto aspira a ser el constructor de ciudades con mayor calidad gráfica de todos los tiempos. Desde Monte Cristo apuestan por unos gráficos tridimensionales y lleno de detalles. En la jugabilidad apuestan por introducir novedades aportadas por los desarrolladores y por los fanes de este género mediante los foros de la web oficial. MC ha dicho que se centrará en la gráfica y el realismo económico, el transporte, y la variedad a través de un gran número de edificios.

## Gameplay

### Principales Características
- Cientos de edificios y monumentos sobre la base de influencia estilos arquitectónicos americanos y europeos.
- Grandes e increíblemente detallados mapas en 3D de una gran variedad de características de los terrenos: montañas, colinas, cañones, playas e islas, todos los establecidos en los diferentes climas que van desde el desierto a tropical, el Mediterráneo a templado. La topografía del terreno afecta a la disponibilidad de recursos y diseño urbano.
- Sofisticado sistema de transporte: los jugadores pueden definir el número y usos de los carriles de tráfico, puentes y túneles para ampliar el tamaño de sus ciudades.
- Representación realista de la población. Los ciudadanos tienen un perfil consistente de edad, la educación y la riqueza. Estos perfiles afecta a qué tipos de servicios y de entretenimiento solicitan y el jugador debe de poner a disposición de los habitantes de la ciudad.
- Autosuficiente economía global, equilibrado por las fluctuaciones de los precios y demandas ciudadanos en todo el entorno del juego.
- Producción continua de contenidos que permite a los jugadores actualizar regularmente su juego.
- Fantástico motor gráfico de gama alta que proporciona una calidad visual cercana foto-realistas.

### Zonas y Plopping
CitiesXL combina tanto el aspecto de diseñar una ciudad con plopping y el aspecto de automatización del crecimiento para establecer una ciudad con la zonificación. La Mass Placement Tool (Herramienta de colocación) permite a un jugador seleccionar las etiquetas que definen lo que quieren construir en una zona, añade el control y la flexibilidad. Las etiquetas describen una función del edificio, tales como la Residencia, Comercial, Hotel, Industria, etc y otras características importantes tales como el tamaño, nivel de riqueza, estilo arquitectónico, la procedencia geográfica, y así sucesivamente. Además, cada edificio está identificado por una etiqueta única para que usted pueda elegir edificios específicos. Los jugadores también podrán crear y definir sus propios conjuntos de etiquetas personalizadas.

### MMO
Cities XL ofrecía, hasta el 8 de marzo de 2010, la opción de jugar en una persistente comunidad virtual en línea conocido como "Planet Offer". Como miembro de un planeta, los jugadores eran capaces de construir sus ciudades en un mundo virtual poblado por otros suscriptores, el comercio con otros jugadores, visitar otras ciudades y eventos de acogida. También tuvo concursos y eventos para asegurarse que los jugadores regresarán al juego; sin embargo, el apoyo de los clientes al modo en línea no fue suficiente y la empresa Monte Cristo se vio obligada a cerrar los servidores de esta modalidad que se hizo insostenible.

## Desarrollo

### Terreno
Cities XL tiene por objeto proporcionar unos mayores, más realistas y más bellos paisajes. El terreno está compuesto de highmaps, texturas y un mapa normal. En lugar de crear nuevas herramientas, Monte Cristo se basa en las actuales herramientas de terceros como EarthSculptor, World Machine y GeoControl para generar únicos y realistas terrenos antes de importarlo a su terreno en el juego. Además, middleware, como SpeedTree también se ha utilizado para hacer el juego se vea mejor.

### Motor gráfico
Monte Cristo ha desarrollado un motor 3D que permite a PCs de gama baja ejecutar el juego sin problemas. El jugador no podrá tener la configuración gráfica al máximo pero podrá disfrutar de mejoras visuales con respecto al City Life.

### Cities XL 2011
El 25 de junio de 2010 se anunció que Focus Home Interactive había adquirido la franquicia de Cities XL, y que una nueva versión del juego titulada Cities XL 2011 sería lanzado el 14 de octubre de 2010 acompañado de nuevas características: Más edificios y mapas, transporte público mejorado, un sistema fiscal más profesional y mejores opciones de comercio.

### Cities XL 2012
El 11 de julio de 2011 los desarrolladores de la franquicia anunciaron una nueva versión bajo el título de Cities XL 2012. Se lanzó el 20 de octubre de 2011 como un juego independiente. La nueva versión incluye nuevas estructuras, nuevos mapas, un tutorial, permite el modding y a los jugadores compartir sus mods. Simultáneamente fue lanzado como un DLC para el Cities XL 2011.

### Cities XL Platinum
Lanzada el 6 de febrero de 2013 como secuela del Cities XL 2012. Añade 50 edificios y nuevos mapas.

### Cities XXL
En 5 de febrero de 2015, los desarrolladores de la franquicia lanzan el Cities XXL. Cuenta con soporte multinúcleo, unos pocos edificios nuevos, mayor tamaño del mapa y con un nuevo estilo para la interfaz de usuario.

## Historia
Las primeras capturas de pantalla se difundieron en junio de 2007, existen varias imágenes del prototipo Cities Unlimited, llamado así para evitar confusiones con un posible "City Life 2".
El 13 de octubre de 2007 se puso en línea la web oficial, que no cambiaría su nombre en clave de desarrollo cuplanet.com hasta el 15 de abril de 2008 para ya denominar oficialmente al juego CitiesXL, y cambiar su web a citiesxl.com

### Cronología
- 13 de octubre de 2007 se pone en marcha la website, inicialmente el juego se denomina Cities Unlimited en su fase de desarrollo Alfa, igualmente la página oficial se denomina cuplanet.com.
- 4 de junio de 2008 es presentado el primer tráiler del juego .
- 15 de abril de 2008 se anunció que Cities Unlimited cambia su título oficial del juego que sería a partir de entonces Cities XL (citiesxl.com).
- 6 de marzo de 2009 Cities XL cambia su logotipo.
- 16 de abril de 2009 comenzó el registro de voluntarios para las pruebas beta del juego.

- El 3 de septiembre de 2009 sale a la venta en Francia y Alemania.

- El 9 de octubre de 2009 sale a la venta en Norteamérica.

- El 8 de marzo de 2010, Monte Cristo da por terminada la opción de juego en línea y confirma que en adelante se enfocará únicamente en la opción de juego individual, además de informar sobre el próximo lanzamiento de "Cities XL 2011", que podría ser tanto una expansión como un juego independiente.

## Requisitos

### Mínimos
| Procesador        | Intel Pentium 4 2.5Ghz                                |
| Tarjeta gráfica   | NVIDIA GeForce 6600 GT 256MB - ATI Radeon X1600 256MB |
| Memoria           | 1024MB (1 Gb)                                         |
| Disco Duro        | 8GB                                                   |
| Sistema Operativo | Windows XP SP3 o Windows Vista SP1                    |

### Recomendados
| Procesador        | Intel Core 2 Duo                                            |
| Tarjeta gráfica   | NVIDIA GeForce 8800 series 512MB - ATI Radeon HD 3850 512MB |
| Memoria           | 1536MB (1,5 Gb)                                             |
| Disco Duro        | 8GB                                                         |
| Sistema Operativo | Windows XP SP3 o Windows Vista SP1                          |

## Recepción

### Controversia
Monte Cristo ha recibido quejas por decisiones como eliminar los foros de la comunidad en www.citiesxl.com antes del lanzamiento del juego. Cuando estos foros fueron eliminados, se perdieron todas las previas discusiones del juego y sugerencias que tenían los foros hasta aquel momento.
Algunas personas consideran que la compañía ha mostrado falta de preocupación por la comunidad y varios usuarios han reportado un servicio al cliente muy pobre.